# Лябога Іван Юхимович
Іван Юхимович Лябога (4 квітня 1911, селище Кам'янське, тепер місто Дніпропетровської області — листопад 1998, місто Харків) — український радянський партійний діяч, 1-й секретар Харківського міського комітету КПУ. Депутат Верховної Ради УРСР 7—8-го скликань. Кандидат у члени ЦК КПУ в 1966—1971 роках. Член ЦК КПУ в 1971—1976 роках.

## Біографія
З листопада 1936 до вересня 1944 року — в Червоній армії. Учасник німецько-радянської війни. Служив у 21-му та 61-му офіцерських полках.
Освіта вища. Член ВКП(б) з 1949 року.
До 1953 року — партійний організатор (парторг) ЦК КПРС Харківського тракторного заводу.
З квітня (затв.) 1953 року — 1-й секретар Орджонікідзевського районного комітету КПУ міста Харкова.
У грудні 1964 — 1974 року — 1-й секретар Харківського міського комітету КПУ.
З 1974 року — 1-й заступник голови Харківського міського відділення товариства «Знання».
Потім — на пенсії в місті Харкові. Помер у листопаді 1998 року.
Автор книги «Піднятий із попелу і руїн». Харків: Прапор, 1968.

## Звання
- молодший лейтенант
- лейтенант

## Нагороди
- ордени
- медалі